# Alistra longicauda
Alistra longicauda là một loài nhện trong họ Hahniidae.
Loài này thuộc chi Alistra. Alistra longicauda được Tord Tamerlan Teodor Thorell miêu tả năm 1894.